# Willem Dafoe
William J. "Willem" Dafoe (n. 22 iulie 1955, Appleton, Wisconsin, SUA) este un actor american de film și teatru. A fost nominalizat la două premii Oscar pentru cel mai bun actor în rol secundar în peliculele Plutonul (1986) și Umbra Vampirului (2000). A jucat în multe filme, printre cele mai cunoscute fiind: „To Live and Die in L.A.”, „Platoon”, „The Last Temptation of Christ”, „Shadow of the Vampire”, „The Boondock Saints” și filmele cu Spider-Man.

## Filmografie
- Ultima ispită a lui Iisus (1988)
- Răzbunarea gemenilor (1999)
- A fost odată în Mexic - Desperado 2 (2003)
- La poarta eternității (2018)